# 気ままにクラシック
『気ままにクラシック』（きままにクラシック）は、NHK-FM放送で2002年4月5日から2012年3月26日まで放送されていたクラシック音楽のラジオ番組。通称きまクラ。

## 概要
元々は、『おしゃべりクラシック』（通称おしゃクラ）というタイトルで毎週金曜日14:00から16:00（再放送:翌週月曜の7:20～9:20）に放送されていたが、2002年から『ミュージックプラザ』として枠統合されたのをきっかけに、このタイトルに変更された。
毎回その季節やイベントに関連したクラシック音楽を紹介するとともに、それに関したパーソナリティのトークやリスナーから寄せられた投書、またクラシック音楽初心者にもわかりやすい解説のコーナー、初期には前身の『おしゃクラ』から引き継がれた「よく聞くと何か似てるぞ」コーナーのように、クラシック音楽に疎いリスナーにも親しむことのできるコーナーなどで構成されていた。
2012年3月26日の放送を以て終了し、10年の放送に幕を下ろした。翌4月から同番組のコンセプトを継承した番組『きらクラ!』が2012年4月8日から2020年3月29日まで放送された（毎週日曜日14:00から15:50）。

## 放送時間
- 2002年4月5日～2005年3月25日

本放送：毎週金曜日14時～15時57分、再放送：毎週月曜日7時20分～9時15分
本放送冒頭3分間は本放送でしか聞けない「お楽しみタイム」。再放送の関係で本編では控えめにしている時事ネタを中心としたフリートークをしていた。
お便りは毎回テーマを掲げて（例：あなたは海派？山派？）募集していた。
- 2005年4月3日～2008年3月23日

本放送：毎週日曜日（毎月最終週を除く）19時20分～21時、再放送：無し
毎月最終日曜日は『サウンド・ミュージアム』を放送するため番組が休止となっていた。これ以外にも『ヨーロッパクラシックライブ』など特別番組が入り休みとなる事があった。放送時間の短縮に伴いテーマを掲げたお便りの募集を止めて、フリーテーマのお便りとトークとなった。
- 2008年4月4日～2010年3月26日

本放送：毎週金曜日14時～15時55分、再放送：毎週月曜日7時20分～9時15分
6年間番組MCを務めた鈴木大介に代わり、笑福亭笑瓶が新しく番組MCに就き、放送時間も3年ぶりに毎週金曜午後に戻された。
- 2010年3月29日～2012年3月26日

本放送：毎週月曜日7時20分～9時15分、再放送：毎週金曜日14時～15時55分
本放送と再放送の時間枠が入れ替わる。
2011年3月11日（金）は緊急地震速報、大津波警報、および東北地方太平洋沖地震報道のため中断。3月21日（月）に放送再開。再開時はトークはせずに全編レクイエムをかけた。

## 出演者
『おしゃべりクラシック』時代からクラシック演奏家とクラシックに造詣が深くないタレントのペアとなっている。
おしゃべりクラシック
- 渡辺徹（俳優・タレント）1994年4月～2002年3月
- 山田邦子（タレント）※渡辺徹の代役 1997年10月～1997年12月
- 藤村俊二（俳優・タレント）※渡辺徹の代役
- 熊本マリ（ピアニスト）1994年4月～1996年3月
- 伊藤恵（ピアニスト）1996年4月～1998年3月
- 向山佳絵子（チェリスト）1998年4月～1999年3月
- 澤畑恵美（ソプラノ歌手）1999年4月～2000年3月
- 神谷百子（マリンバ奏者）2000年4月～2001年3月
- 長谷川陽子（チェリスト）2001年4月～2002年3月

番組の人気を受けて、公開放送や、渡辺、山田両コンビの司会で伊藤ら番組出演者の演奏によるクラシックコンサート、といった派生イベントも多数行われた。
気ままにクラシック
- 2002年4月～2004年3月
  - 高橋由美子（女優、元アイドル歌手）
  - 鈴木大介（クラシックギタリスト）

- 2004年4月～2006年3月
  - 鈴木大介
  - 中澤裕子（女優・歌手）2004年4月～2006年3月

- 2006年4月～2007年3月
  - 鈴木大介
  - 鈴木文子（フリーアナウンサー）

- 2007年4月8日～2008年3月
  - 鈴木大介
  - 鈴木久美子（フリーアナウンサー）

- 2008年4月～2012年3月
  - 笑福亭笑瓶（落語家・タレント）
  - 幸田浩子（声楽家・ソプラノ歌手）